# Kaspar Stockalper

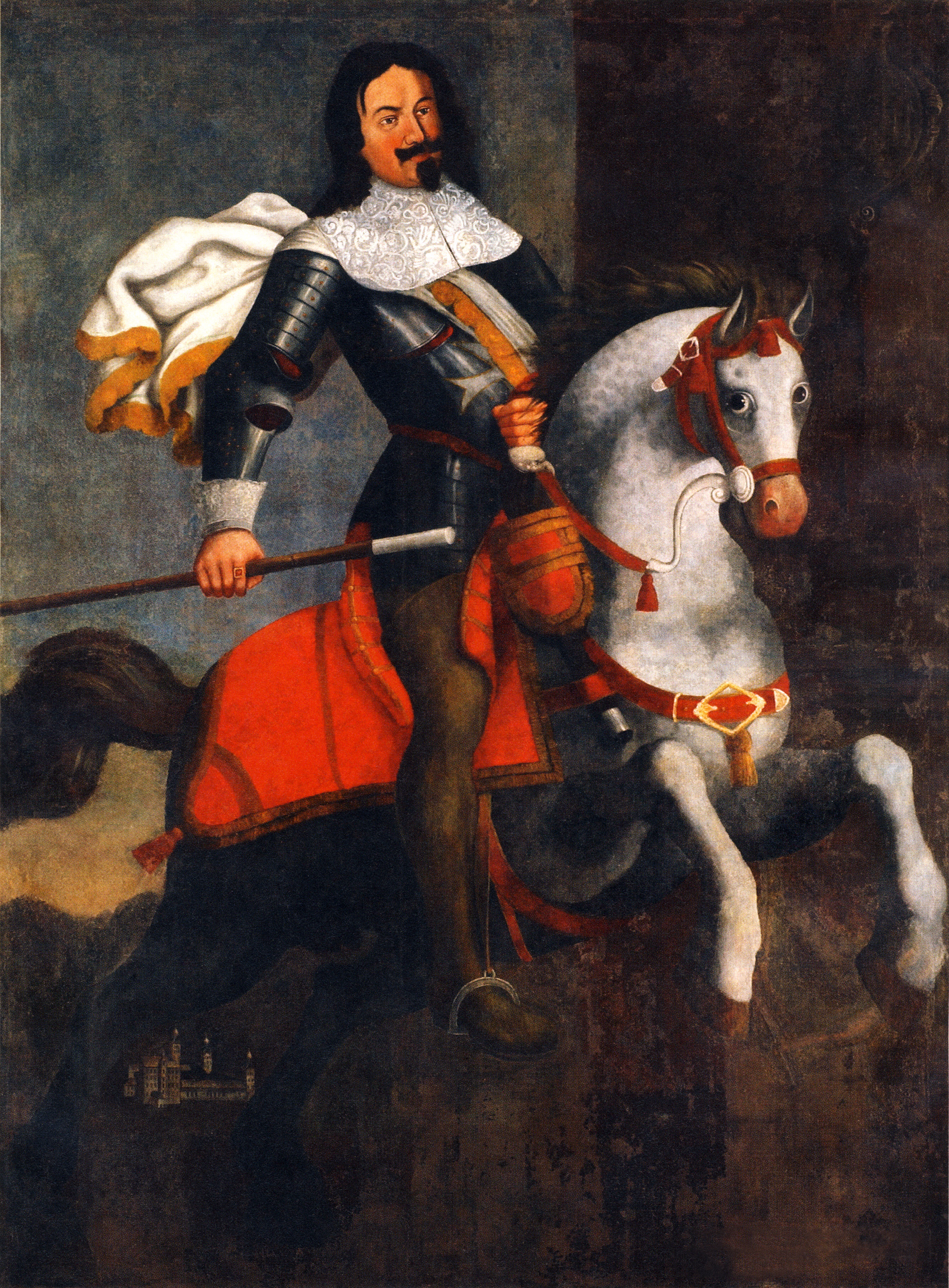
Kaspar Stockalper vom Thurm

Kaspar Stockalper (* 14. Juli 1609 in Brig; † 29. April 1691 ebenda) war ein Schweizer Unternehmer und Politiker. Dem Namen wird seit dem 19. Jahrhundert oft der nicht authentische Zweitname «Jodok» beigefügt.

## Leben

### Aufstieg
Kaspar Stockalper entstammt einer angesehenen Familie, die einst die Stockalp am Simplonpass bewirtschaftete. Nach dem Besuch des Jesuitenkollegs in Venthône und in Brig besuchte er die Jesuitenakademie in Freiburg im Breisgau. Im Alter von knapp 20 Jahren kehrte er nach Brig zurück, wo er Notar, Gemeinderat und Kommissar der Pestwache wurde. Er sprach Deutsch, Französisch, Italienisch, Spanisch, Latein und Griechisch.
1633 bereiste er das Burgund, Frankreich, Belgien und die Niederlande, wobei er Kontakte zu Handelshäusern in Antwerpen und Solothurn knüpfte. Stockalper erkannte die strategische Bedeutung, die der Simplonpass als schnelle Verbindung zwischen den Grossmächten im Dreissigjährigen Krieg hatte.
Im Herbst 1634 führte er mit 200 Helfern Marie de Bourbon Condé (1606–1692), die Gattin des Prinzen von Savoyen, über den Simplon, zusammen mit vier Prinzen und einem stattlichen Gefolge. Neben einem grosszügigen Entgelt erlangte er dadurch Bekanntheit bei den europäischen Fürstenhöfen.
Die hohe Mitgift, die seine Verlobte Magdalena Zumbrunn in die Ehe brachte, investierte er in den Ausbau der Saumstrasse über den Pass, heute Via Stockalper. Zudem organisierte er den Waren- und Personenverkehr über den Simplon. Es gelang ihm, den Pass aus den Kriegswirren herauszuhalten, er machte sich auf beiden Seiten nützlich und dehnte seinen Einfluss im Wallis aus. Seine zweite Ehe – Magdalena Zumbrunn war nach drei Jahren verstorben – mit Cäcilia von Riedmatten festigte seine Stellung. Neben dem Monopol über Lärchenharz, Zunderschwämme und Schnecken, die vor allem In Frankreich begehrt waren, sicherte sich Stockalper das Monopol über den Warentransport über den Simplon und als Krönung 1648 das Salzmonopol. Durch Spekulationen und Handel vermehrte er sein Vermögen weiter.

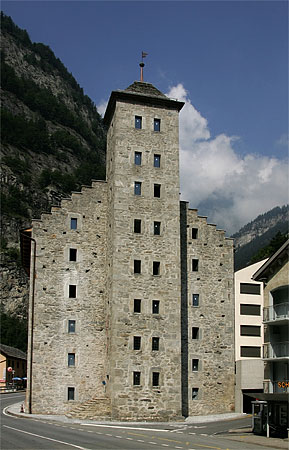
Stockalperturm in Gondo

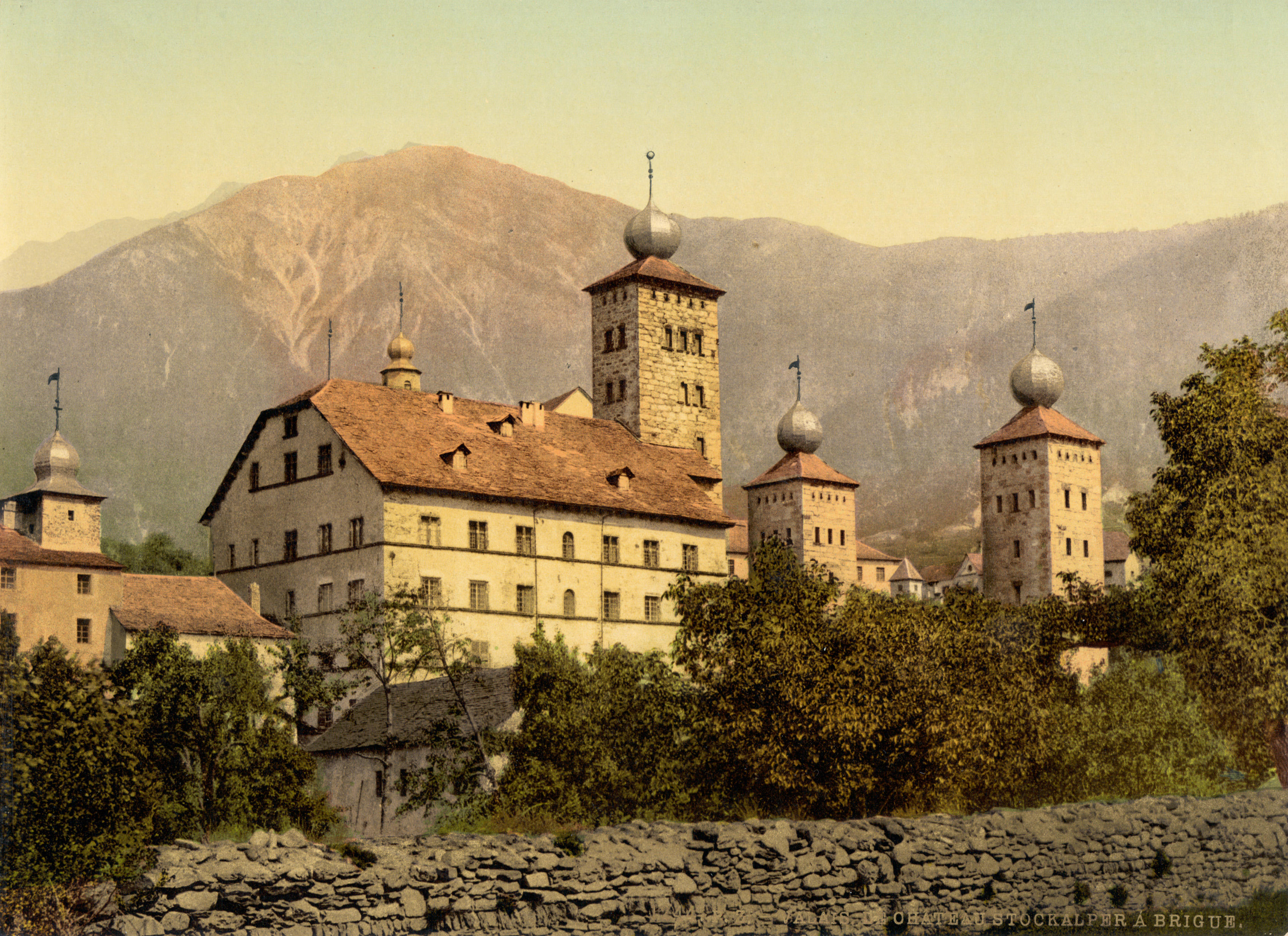
Stockalperschloss ca. 1890–1900

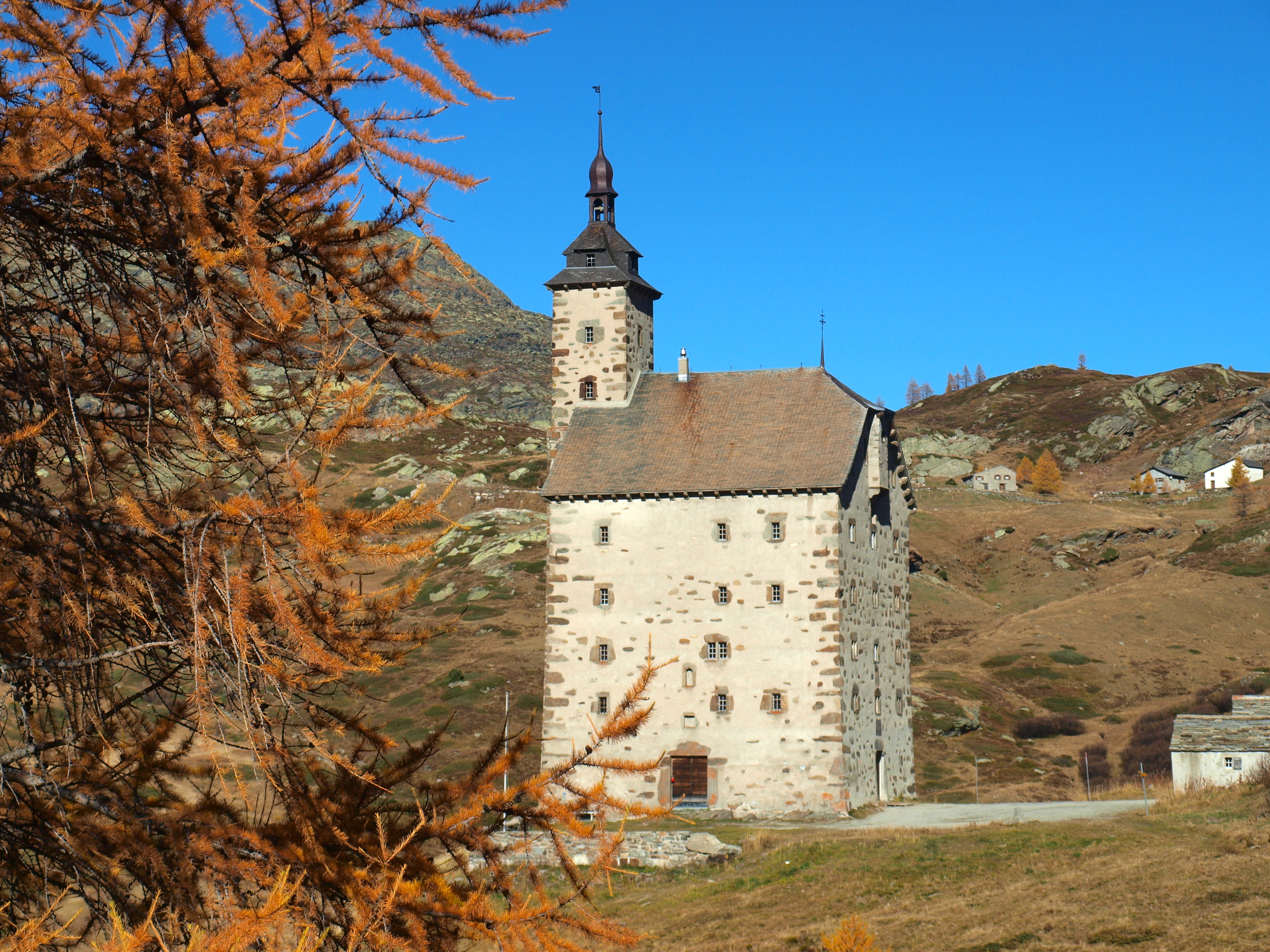
Das Alte Hospiz wurde von Stockalper erbaut

Er sorgte dafür, dass sich seine Familie mit anderen einflussreichen Walliser Familien verschwägerte, denen er zu Karriere verhalf und dadurch Abhängigkeiten schuf. Berechnend verteilte er Ämter und Geld. Am französischen Hof tauschte er Söldner und Kredite gegen Handelsprivilegien, brachte sich in den Besitz der Werte zahlungsunfähiger Schuldner und unterhielt eigene Bergwerke, in denen er Eisen, Blei, Kupfer und Gold schürfte. Unter anderem besass er die Goldmine Gondo, das Alte Hospiz auf dem Simplonpass und den Stockalperturm in Gondo sowie weitere umfangreiche Liegenschaften von Mailand bis Lyon. Das Rückgrat seiner Macht bildete nach wie vor der Simplonpass mit seinen Brücken, Zollstationen, Warenlagern, Gasthäusern und dem Stockalperkanal, dem allerdings kein längerfristiger Erfolg beschieden war. Sein Handelsimperium reichte von der Adria bis zum Ärmelkanal und von Südspanien bis Norddeutschland.
1670 wurde Stockalper zum Landeshauptmann gewählt und damit oberster Chef von Legislative, Exekutive und Judikative, der das Wallis an der Eidgenössischen Tagsatzung und am französischen Hof vertrat.
Als Gönner holte er Kapuziner, Ursulinen und Jesuiten nach Brig, baute und unterstützte Klöster, Kirchen, Spitäler, Schulen und Heime. Als Bauherr war er für die Errichtung der Kirche Mariä Himmelfahrt in Glis, des Kanals von Vouvry nach Collombey, des Kollegiums Spiritus Sanctus und des Klosters St. Ursula verantwortlich.
Papst Urban VIII. ernannte ihn zum Ritter vom Goldenen Sporn, Kaiser Ferdinand III. erhob ihn 1653 in den Adelsstand, Ludwig XIV. verlieh ihm die Würde des St.-Michael-Ordens, und Herzog Karl Emanuel von Savoyen erkor ihn zum Baron von Duingt.
Seinen Reichtum stellte er in seinem Palast in der Briger Altstadt zur Schau, dem Stockalperschloss. Es gilt als eines der markantesten weltlichen Barockgebäude der Schweiz. Ein erster Blick lässt die Verwandtschaft der drei Türme des Barockbaus des Stockalperschlosses in Brig mit dem mittelalterlichen Zwiebelturm von St. Niklaus erkennen. Stockalper benutzte oft den Spruch Sospes lucra carpat (Gottes Günstling soll die Gewinne abschöpfen). Er war der Überzeugung, dass irdischer Reichtum und himmlisches Heil miteinander verbunden seien, wer seine Fähigkeiten auf Erden ausnütze, würde im Himmel dafür belohnt werden. Sospes lucra carpat ist ein Anagramm für Casparus Stockalper.

### Fall
1676 verbündeten sich die bisher rivalisierenden Walliser Parteien und Familien, um Stockalpers erdrückende Übermacht zu brechen. Zahlreiche öffentliche Personen, die Bezirke und der Bischof waren bei ihm verschuldet, von 110 Abgeordneten konnten 89 ihre Schulden nicht zurückzahlen, ohne ihre Güter zu verlieren. Man nahm deshalb an, dass von seinem Sturz viele profitieren würden.
Als 1677 das Salzmonopol erneuert werden sollte, bereiteten seine Gegner eine Anklageschrift gegen Stockalper vor, die sie im Mai 1678 dem Landtag vorlegten. 16 Punkte wurden Stockalper vorgeworfen, darunter Missbrauch des Salzmonopols, illegale Erhöhung der Zölle, auch habe er Söldner betrogen und Ämter erschlichen. Unter Todesdrohungen wurde Stockalper gezwungen, sich schuldig zu bekennen. Er musste sein Hab und Gut sowie Waffen- und Salzvorräte abgeben und ein hohes Lösegeld zahlen.
Im Juni 1678 wurde Stockalpers Walliser Vermögen von Kommissären erfasst: sie kamen auf 2'200'200 Walliser Pfund, was einem Gegenwert von 122'233 Kühen entspricht. Darin nicht inbegriffen waren Stockalpers Schloss in Brig und seine Liegenschaften und Güter ausserhalb des Wallis.
Mit Zivilprozessen versuchten Stockalpers Gegner, sein Reich zu zerschlagen. Sein Erzfeind Adrian In-Albon, dem Stockalper einmal die Hand seiner Tochter verweigert hatte, bezichtigte ihn der Majestätsbeleidigung, da Stockalper einmal erwähnt hatte, sein Onkel Anton Stockalper sei 1627 unschuldig hingerichtet worden. Stockalper wurde gewarnt und konnte rechtzeitig nach Domodossola fliehen, wo er fünf Jahre im Exil verbrachte.
Die Veränderung der politischen Verhältnisse erlaubte ihm später eine Rückkehr nach Brig. Stockalper musste Abbitte leisten und verbrachte den Rest seines Lebens auf seinem Schloss, wo er am 29. April 1691 im Alter von 81 Jahren starb.

### Nachkommen
Von Stockalpers 14 Kindern starben viele früh, fünf Stammhalter überlebte er. Joseph von Stockalper (1868–1955) war der letzte Nachfahre, der das Stockalperschloss bewohnte. Mit Kaspar von Stockalper (1900–1975) erlosch das Geschlecht in direkter männlicher Linie in Brig.